# Sebastian Mailat

(n. 12 decembrie 1997, Timișoara, România) este un fotbalist român, care joacă pe post de mijlocaș lateral la Sepsi în SuperLiga României.

## Titluri
ACS Poli Timișoara
- Finalist în Cupa Ligii: 2016–17

CFR Cluj
- Liga I: 2017–18, 2018–19, 2019–20
- Supercupa României : 2018 ; finalist 2019